# Jetbro
En jetbro, en passagerbro også kaldet jetway, er en lukket, bro på en lufthavns forplads som kan flyttes og som oftest strækker sig fra en lufthavnsterminal hen til et fly på standpladsen og i nogle tilfælde fra en havn til en båd eller skib, hvilket gør det muligt for passagerer at gå ombord og gå fra borde uden at gå udenfor og blive udsat for hårdt vejr.

## Galleri
| - Tilpasning af lufthavnsudstyr til adgang til skibe i al slags vejr, Kobe, Japan - Interiør af en moderne bro med glasvæg i Incheon Lufthavn, Sydkorea - En jetbros kontrolpanelet - Jetway i Bilbao Lufthavn i Spanien - Tre jetbroer forbundet med en Lufthansa Airbus A380 i Frankfurt Lufthavn i Frankfurt, Tyskland - En jetbro i El Dorado International Airport i Bogotá, Colombia |